# Josef Jiránek

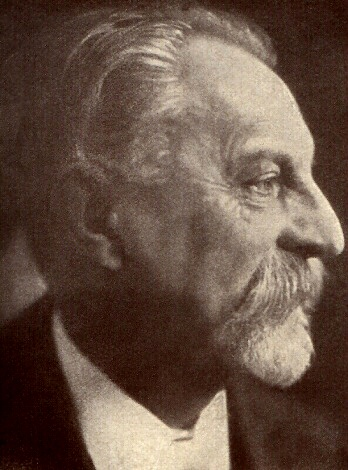
Josef Jiránek (1855–1940)

Josef Jiránek (* 24. März 1855 in Ledce/Okres Mladá Boleslav; † 9. Januar 1940 in Brno) war ein tschechischer Pianist, Komponist und Musikpädagoge.
Jiránek wurde zunächst von seinem Vater und dann von Bedřich Smetana unterrichtet. 1872–73 besuchte er die Orgelschule in Prag. Von 1876 bis 1877 unterrichtete er Gesang an einem Prager Gymnasium. Ab 1877 war er Lehrer für Gesang, Klavier, Harfe und Musiktheorie in Charkow. Von 1891 bis 1923 war er Professor für Klavier am Prager Konservatorium. Er unterrichtete hier u. a. Erwin Schulhoff und war Lehrer von Josef Faměra, Rudolf Friml und Vítězslav Novák. Als Pianist trat er seit dem zwölften Lebensjahr auf und gab Konzerte in der Tschechoslowakei, Deutschland, Österreich und Russland. Jiránek komponierte neben musikpädagogischen Werken vor allem Klavierstücke und Kammermusik.